# رند شهری
رِند شهری (انگلیسی: The City Slicker) یک فیلم کمدی صامت کوتاه به کارگردانی گیلبرت پرت است که در سال ۱۹۱۸ منتشر شد.

## بازیگران
- هارولد لوید
- اسناب پالرد
- ببه دنیلز
- هلن گیلمور
- ویلیام بلیسدل
- سمی بروکس
- لایج کانلی
- والاس هاو
- دی لمپتون
- چارلز استیونسون
- گاس لئونارد